# Kościół św. Stanisława Biskupa w Lechlinie
Kościół św. Stanisława Biskupa – rzymskokatolicki kościół parafialny znajdujący się we wsi Lechlin w powiecie wągrowieckim w gminie Skoki.

## Architektura i historia
Świątynia stojąca przy centralnym placu wsi została wybudowana w latach 1839-1840 na miejscu wcześniejszych, drewnianych świątyń (parafia funkcjonowała tutaj już w XIV wieku). Wieżę i kruchtę zachodnią dobudowano w 1850, a kruchtę południową w 1930. Konsekracji obiektu dokonał w 1965 arcybiskup Antoni Baraniak.

## Wnętrze
W wnętrzu znajdują się barokowe rzeźby (ołtarz główny i ambona). Cenna jest płaskorzeźba Ofiarowanie NMP z połowy XVIII wieku. Liczne są tablice epitafijne.

## Otoczenie
Do świątyni prowadzi masywna ceglana brama z 1850 (ogrodzenie zbudowano również w tym roku). Przy wejściu stoi metalowa dzwonnica. Na terenie kościelnym postawiono nagrobki, m.in.:
- ks. Franciszka Xawerego Szalczyńskiego (ur. 1801, zm. 14 października 1867) - proboszcza lechlińskiego przez 37 lat,
- Konstantego Napierałowicza (ur. 1812, zm. 10 maja 1874) - dziedzica dóbr lechlińskich[4].

Plebania pochodzi z początku XX wieku.

## Galeria

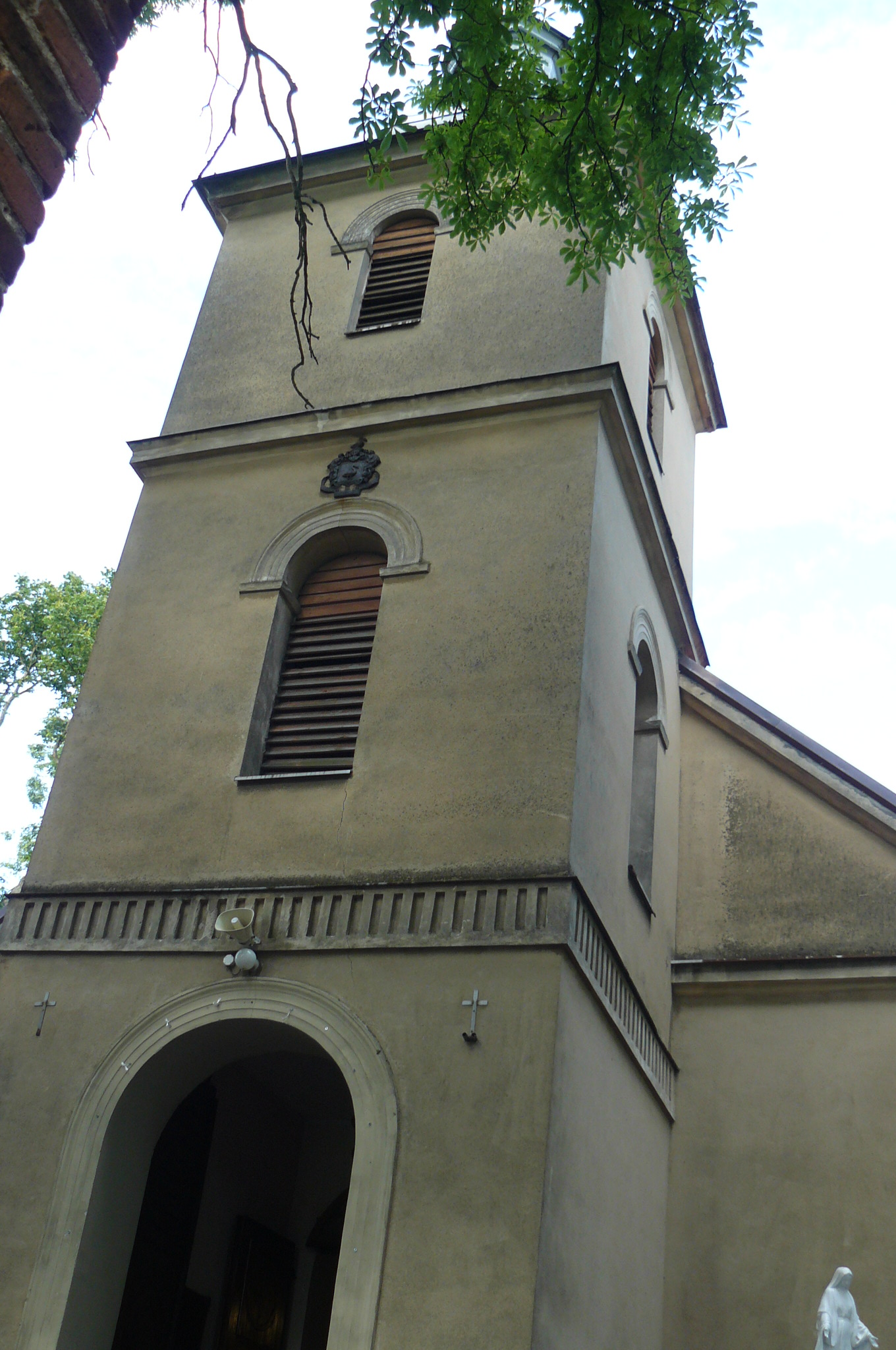
Wieża
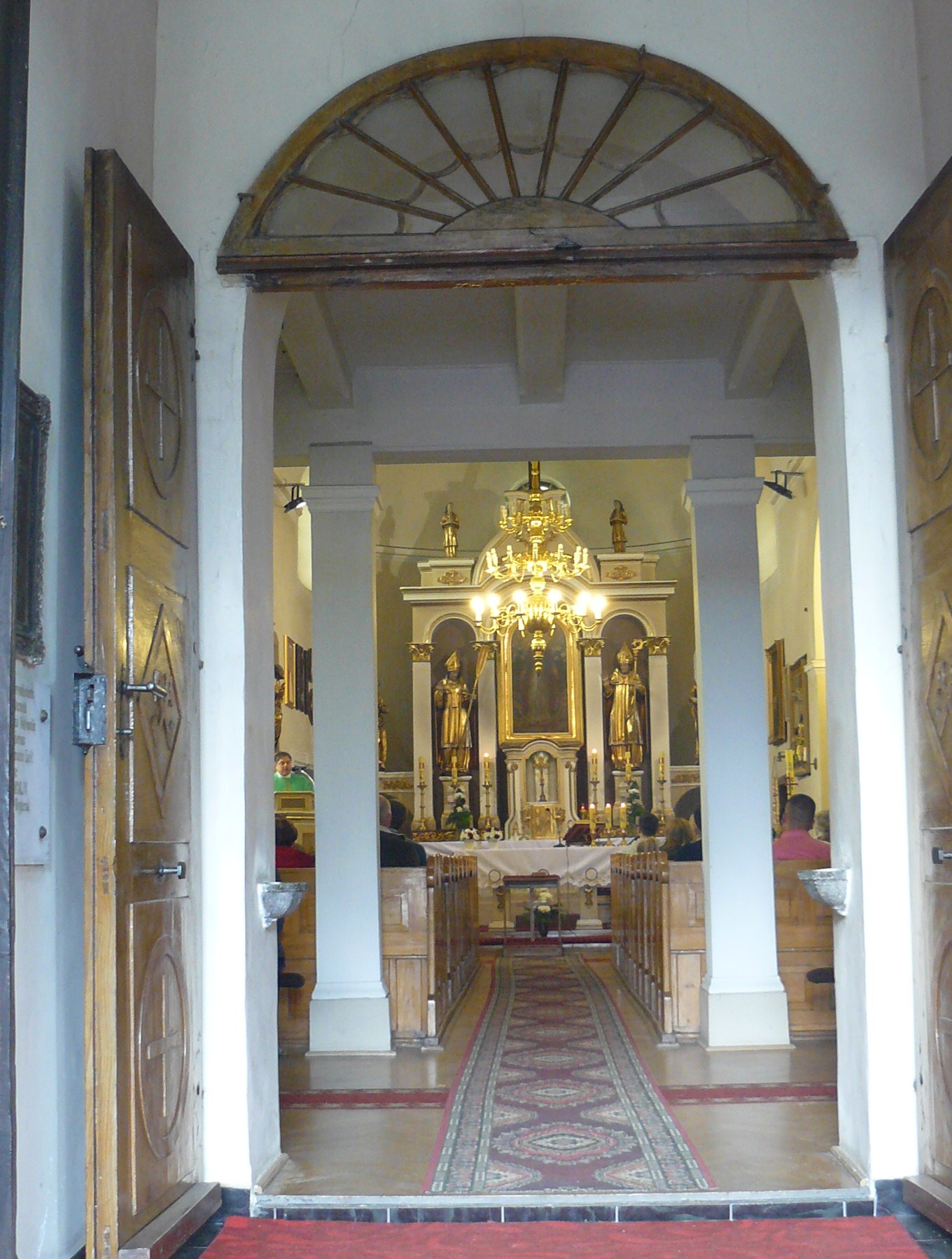
Wnętrze
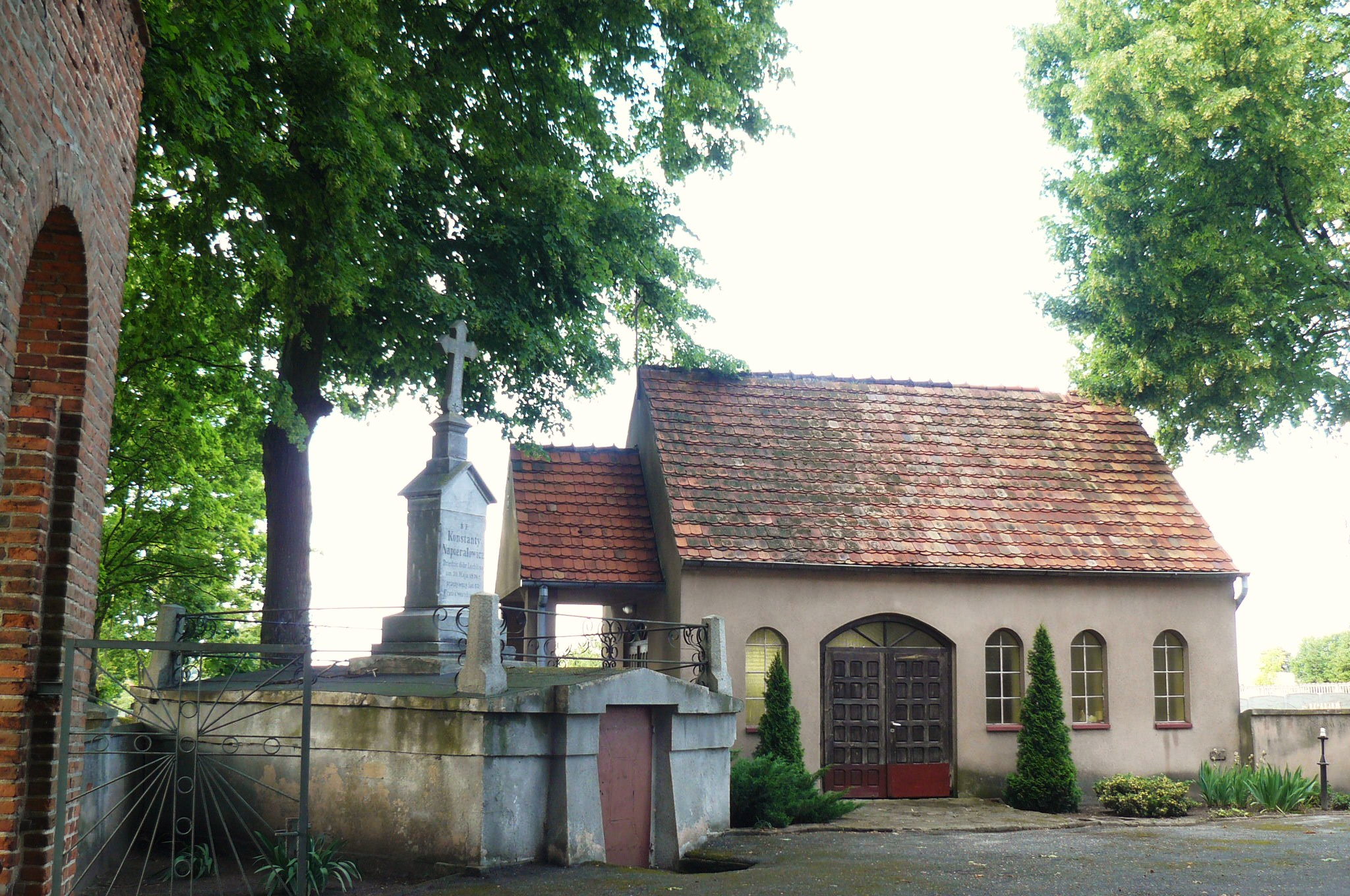
Grobowce